# 印度最高法院
印度最高法院（英語：Supreme Court of India）是印度的最高法院和宪法法院，共有34位法官席位，拥有初审管辖、上诉管辖和建议权，平时主要处理来自印度各地高等法院的上诉。它的正式成立时间为1950年，之前印度的最高上诉法院职能由樞密院司法委員會执行。